# Meretseger (královna)
| U6 | s | g · r | A2 |

| U6 | s | g · r | A2 |

Meretseger (mrt sgr – „Ta, která miluje ticho“) byla staroegyptskou královnou v období Staré říše.

## Životopis
Meretseger je známá až ze zdrojů z Nové říše jako manželka krále Senusreta III. Podle těchto pramenů by byla první egyptskou královnou nesoucí titul velké královské manželky, který se potom stal standardním titulem pro hlavní manželky faraonů. Byla by také první královnou, jejíž jméno je napsáno v kartuši. Jelikož však neexistují žádné důkazy potvrzující její existenci, je pravděpodobnější, že ve skutečnosti neexistovala.
Spolu s Chenemetneferhedžet II. a Neferthenut je jednou ze tří známých manželek Senusreta III. (čtvrtou možnou manželkou je Sithathoriunet). Byla vyobrazena na stéle z období Nové říše nyní v Britském muzeu (EA846) a na nápisu v núbijské Semně z doby vlády Thutmose III.